# الکساندر منجاود

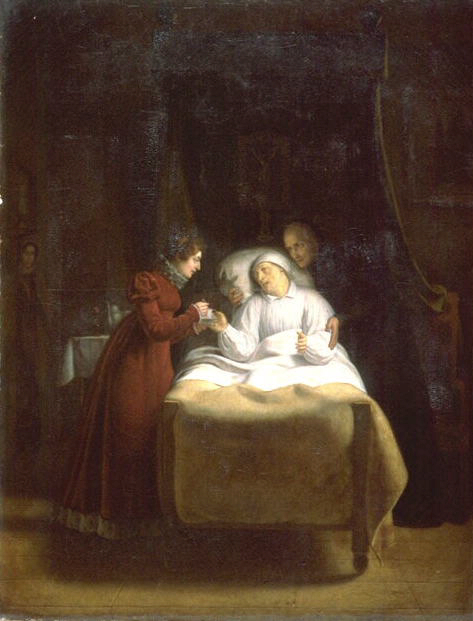
یکی از آثار این نقاش

الکساندر منجاود (انگلیسی: Alexandre Menjaud; ۱ ژانویهٔ ۱۷۷۳ – ۱ فوریهٔ ۱۸۳۲) نقاش، و طراح اهل فرانسه بود.
وی همچنین برندهٔ جوایزی همچون جایزه بزرگ رم شده‌است.